# Carex baccans
Espèce
Classification phylogénétique
Statut de conservation UICN

 LC  : Préoccupation mineure
Carex baccans est une espèce de plantes du genre Carex et de la famille des Cyperaceae.